# Gare de L’Isle-sur-le-Doubs
Gare de L’Isle-sur-le-Doubs – stacja kolejowa w L’Isle-sur-le-Doubs, w departamencie Doubs, w regionie Burgundia-Franche-Comté, we Francji.
Jest stacją Société nationale des chemins de fer français (SNCF), obsługiwaną przez pociągi TER Franche-Comté.